# Nybrokajen

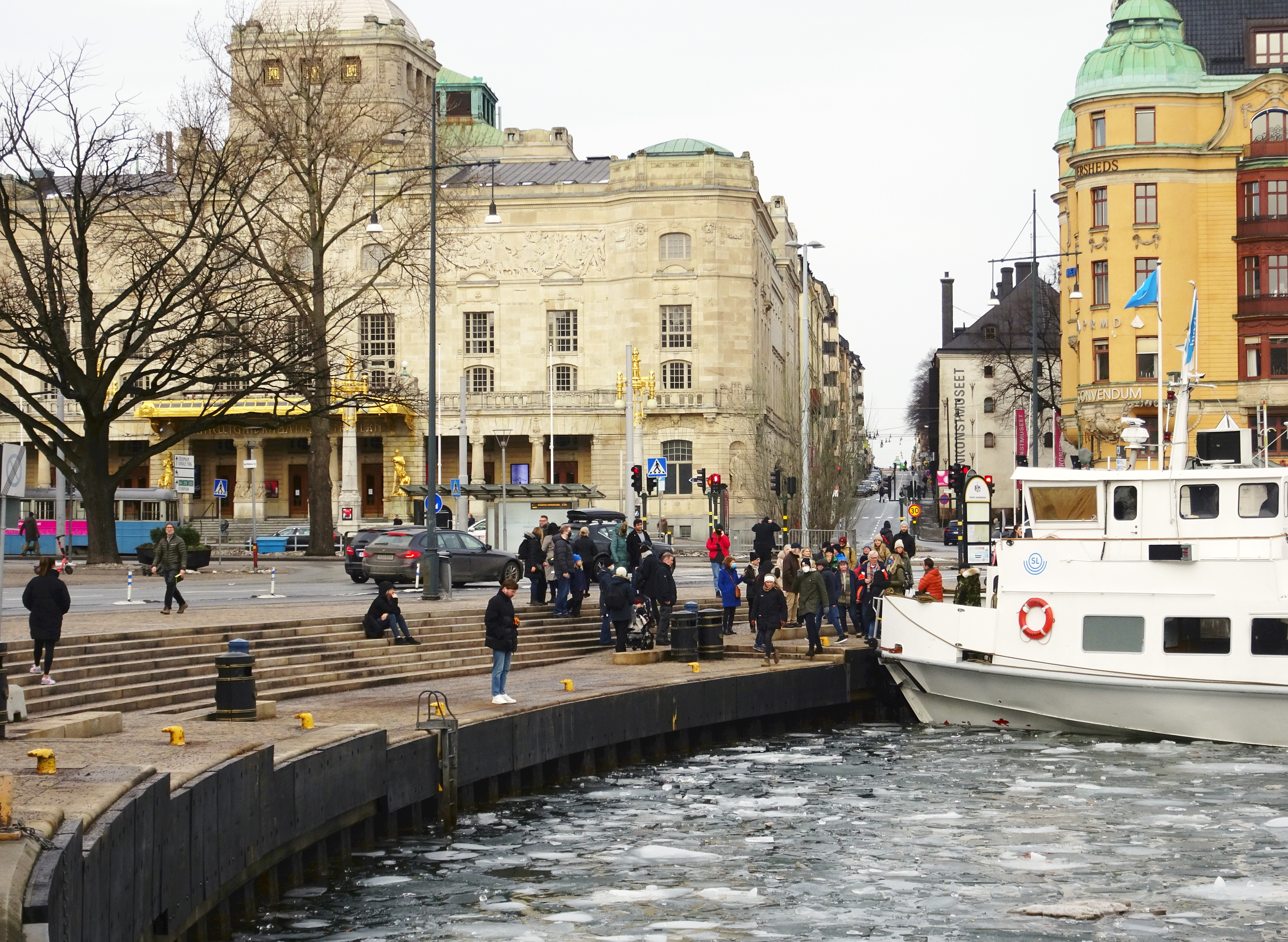
Nybrokajen i februari 2021.

Nybrokajen, tidigare Norra Blasieholmshamnen, Stockholm, är kajen och gatan utmed Nybrovikens södra sida på Blasieholmen. Nybrokajen gränsar till Berzelii park och Raoul Wallenbergs torg. Vid kajen ligger ett flertal fartyg från Strömma Kanalbolaget, exempelvis M/S Gustafsberg VII.

## Historik

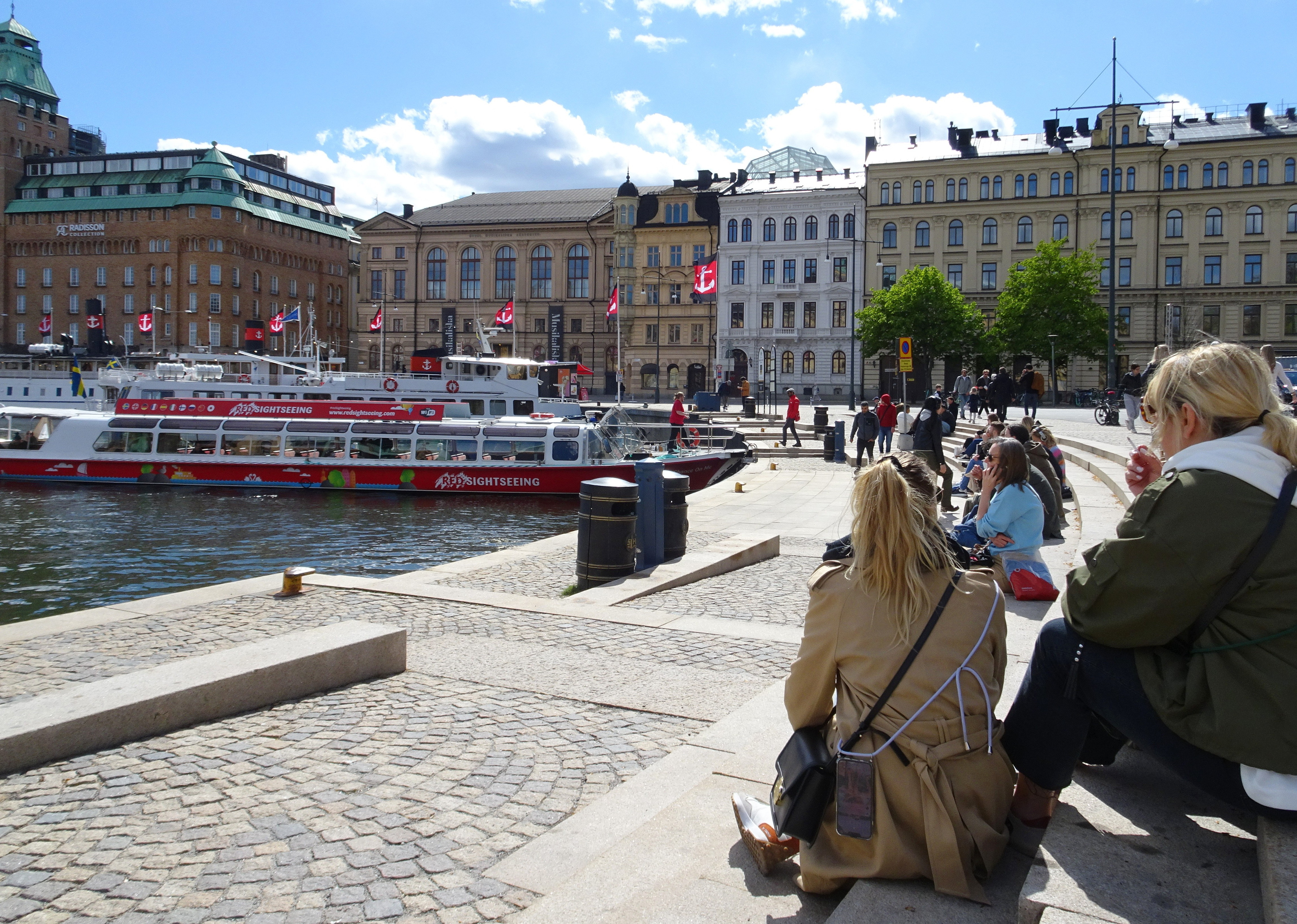
Nybrokajen i maj 2022.

I en skrivelse till drätselnämnden 1876 önskade en del privatpersoner och företag att det genom utfyllnader skapade gaturummet skulle heta Berzeliigatan, vilket tillstyrktes av nämnden. Men stadsfullmäktige tyckte annorlunda och gav kajen och gatan namnet Norra Blasieholmshamnen som pendang till Södra Blasieholmshamnen. År 1933 ändrades namnet till Nybrokajen.

## Byggnader
Längs Nybrokajen finns ett antal intressanta byggnader:
- Tullhuset
- Hotel Strand
- Nybrokajen 11,  Musikaliska Akademiens stora sal, men fram till början av 1960-talet var det också adressen till Kungliga Musikaliska Akademien (och Ackis).